# 나사키촌
나사키촌(名崎村)은 이바라키현 유키군에 일찍이 존재했던 촌이다.

## 지리
현재의 고가시 동부에 해당한다.

## 역사
- 1889년 4월 1일 - 정촌제 시행에 의해 유키군 나사키촌이 성립하였다.
- 1955년 2월 11일 - 사시마군 야마타촌과 합병해 사시마군 미와촌이 성립하여, 동일 고지마촌은 폐지되었다.
- 1969년 1월 1일 - 정으로 승격・개칭해 미와정이 되었다.
- 2005년 9월 12일 - 미와정이 고가시, 소와정과 합병해 새로운 고가시가 성립하였다.

## 인구
| 1891년 | 2,513 |
| 1920년 | 3,500 |
| 1935년 | 4,062 |
| 1950년 | 5,361 |

## 교통

### 도로
- 2급국도
  - 국도 제125호선

## 참고문헌
- 角川日本地名大辞典編纂委員会『가도카와 일본 지명 대사전 8 茨城県』、가도카와 쇼텐、1983年 ISBN 4040010809
- 日本加除出版株式会社編集部『全国市町村名変遷総覧』、日本加除出版、2006年、ISBN 4817813180